# Forêt tempérée humide

Localisation

La forêt tempérée humide, dites aussi forêt tempérée ombrophile est un type de forêt tempérée sempervirente. Composée de conifères ou de feuillus ombrophiles, on la trouve aux latitudes tempérées, dans des zones où les précipitations sont abondantes.
La plupart de ces forêts se trouvent dans des climats océaniques humides :
- Nord-ouest de l'Amérique du Nord, de la Californie au sud-est de l'Alaska
- Sud du Chili
- Sud-est de l'Australie (Tasmanie / Victoria / Nouvelle-Galles du Sud)
- Nouvelle-Zélande notamment Île du Sud
- Sud-ouest de l'Afrique du Sud aux alentours de Knysna
- Sud de la Chine notamment Yunnan et Sichuan
- Sud et ouest du Japon et péninsule de Corée
- Montagnes centrales de Taïwan
- Ouest de l'Europe : îles Britanniques, Bretagne, Norvège, Galice, Minho
- Portugal et Espagne avec différentes îles de l'Atlantique Nord : Açores, Madère, îles Canaries
- Sud et sud-est de la mer Caspienne (Sud-est et nord-est de l'Azerbaïdjan et nord de l'Iran)
- Est de la mer Noire (Nord-est de la Turquie et ouest de la Géorgie)

Les forêts tempérées humides se distinguent des autres forêts tempérées par quelques facteurs reliés à la météorologie côtière:
- précipitations : abondantes (2 000 à 3 000 mm/an minimum, selon la latitude), principalement en provenance de vents marins saturés d'humidité ;
- proximité de l'océan : cela modère les variations saisonnières de température, avec des hivers plus doux et des étés moins chauds que les zones à climat continental ; d'autre part des brouillards océaniques recouvrent périodiquement la plupart de ces forêts, ce qui les rend plus fraîches et plus humides en plein été ;
- montagnes côtières : ces forêts se développent lorsque des chaînes de montagnes se trouvent près des côtes, ce qui augmente la pluviosité sur les pentes face à la mer.
- dans certains cas comme dans le sud-ouest de la Chine, ces forêts sont situées assez loin des côtes mais profitent toutefois de l'humidité des moussons tropicales qui permettent le développement d'une végétation similaire aux forêts tempérées humides côtières.

Ces forêts peuvent être à dominante conifère (avec des feuillus en sous-couvert), à végétation sempervirente à feuilles larges, ou mixtes avec des espèces décidues.
Les forêts tempérées humides de conifères abritent la plus forte densité de biomasse de tous les écosystèmes terrestres. Elles contiennent en particulier de nombreux arbres géants, dont : séquoias à feuilles d'if (Sequoia sempervirens), pins douglas côtiers (Pseudotsuga menziesii), épicéas de Sitka (Picea sitchensis), thuyas géants (Thuja plicata), cyprès de Patagonie (Fitzroya cupressoides), et goupilles de Kauri (Agathis australis).

## Galerie d'images

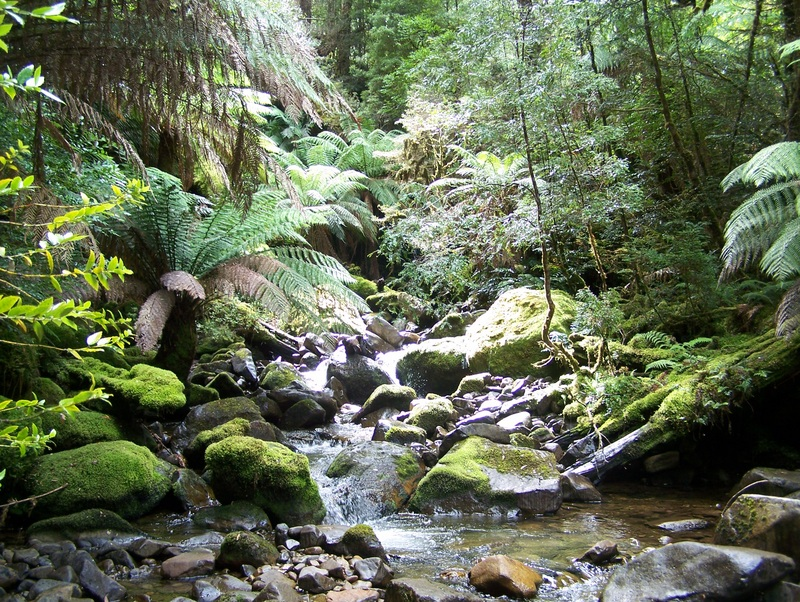
La Tasmanie possède parmi les forêts les plus denses et riches d'Australie.
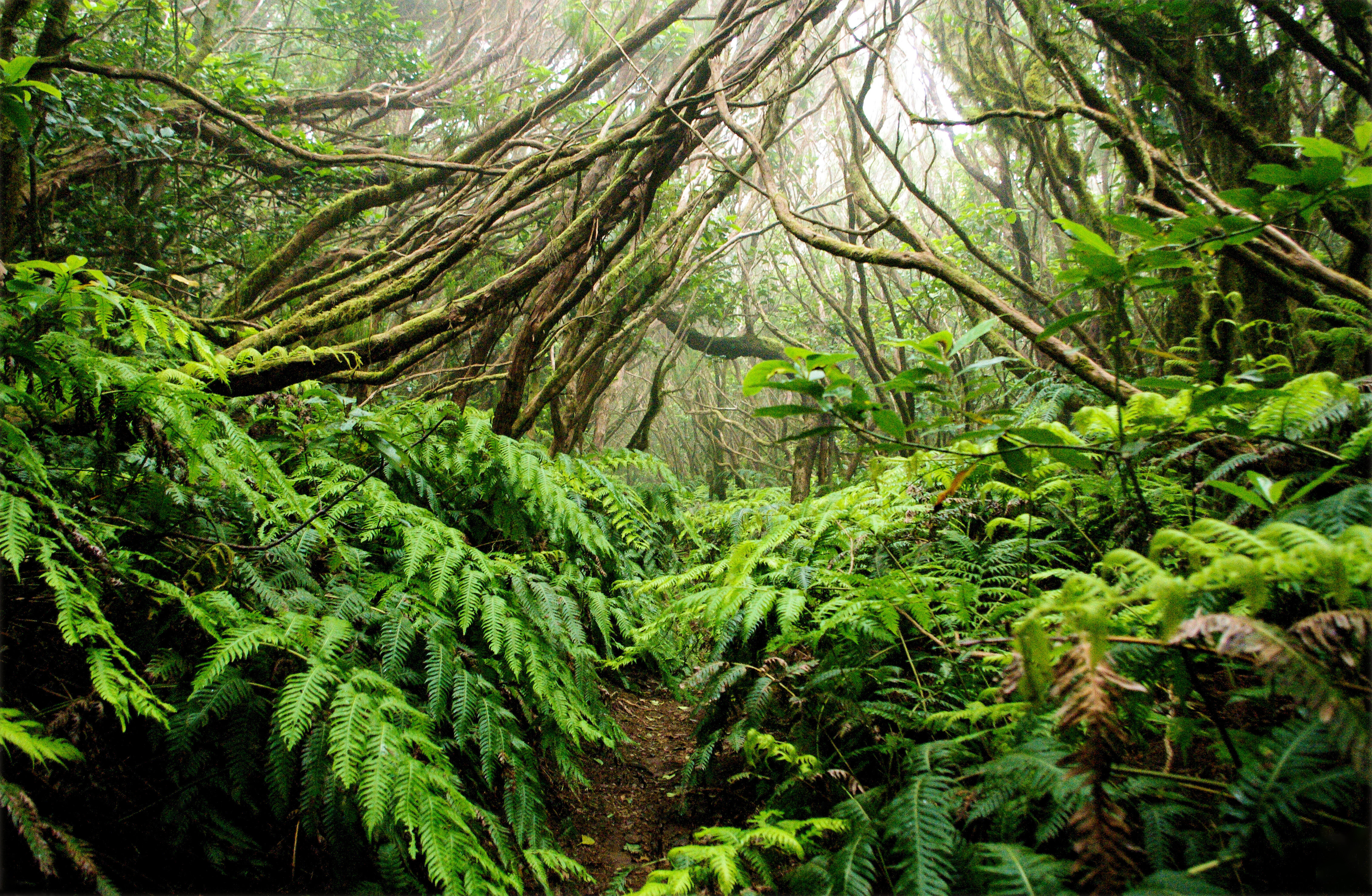
Les forêts de lauriers (laurisylves) des Canaries et de Madère composent un rare exemple de forêt tempérée humide en Europe.
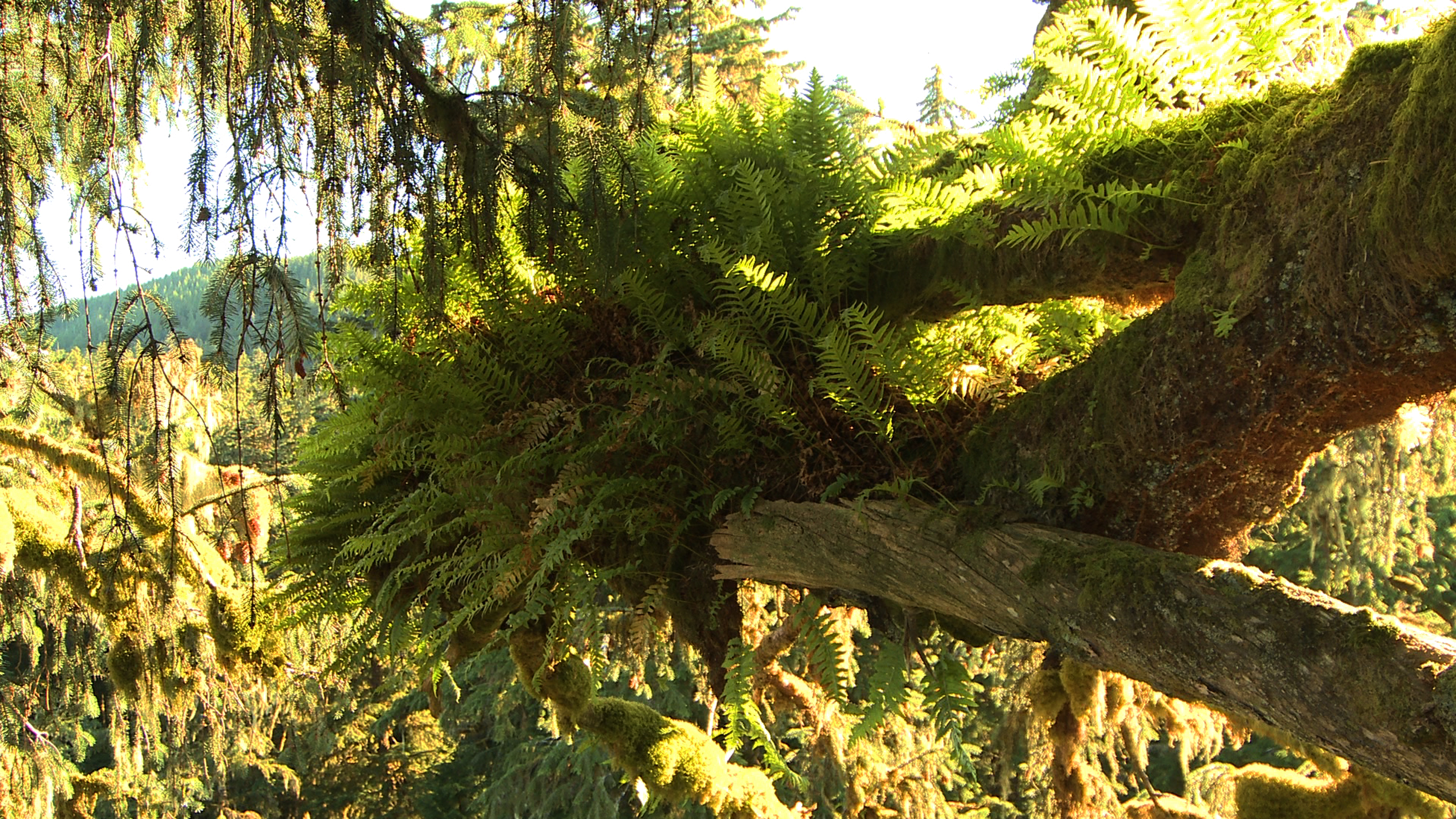
Comme sous les tropiques, la forte humidité atmosphérique permet à des plantes épiphytes de pousser sur les arbres en zones tempérés, ici en Colombie-Britannique.
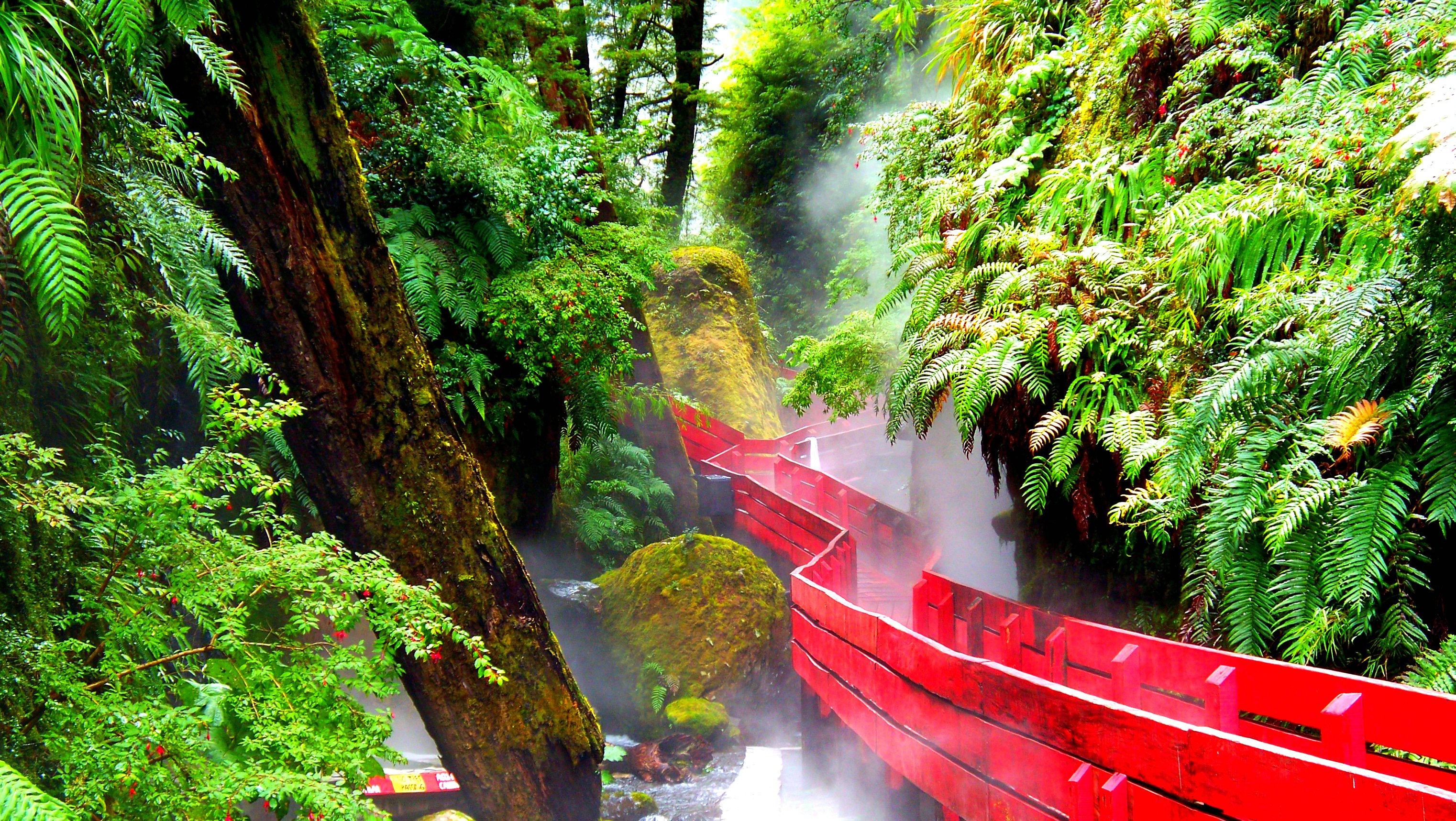
Une passerelle serpente entre des sources thermales, dans la région de Valdivia au sud du Chili.
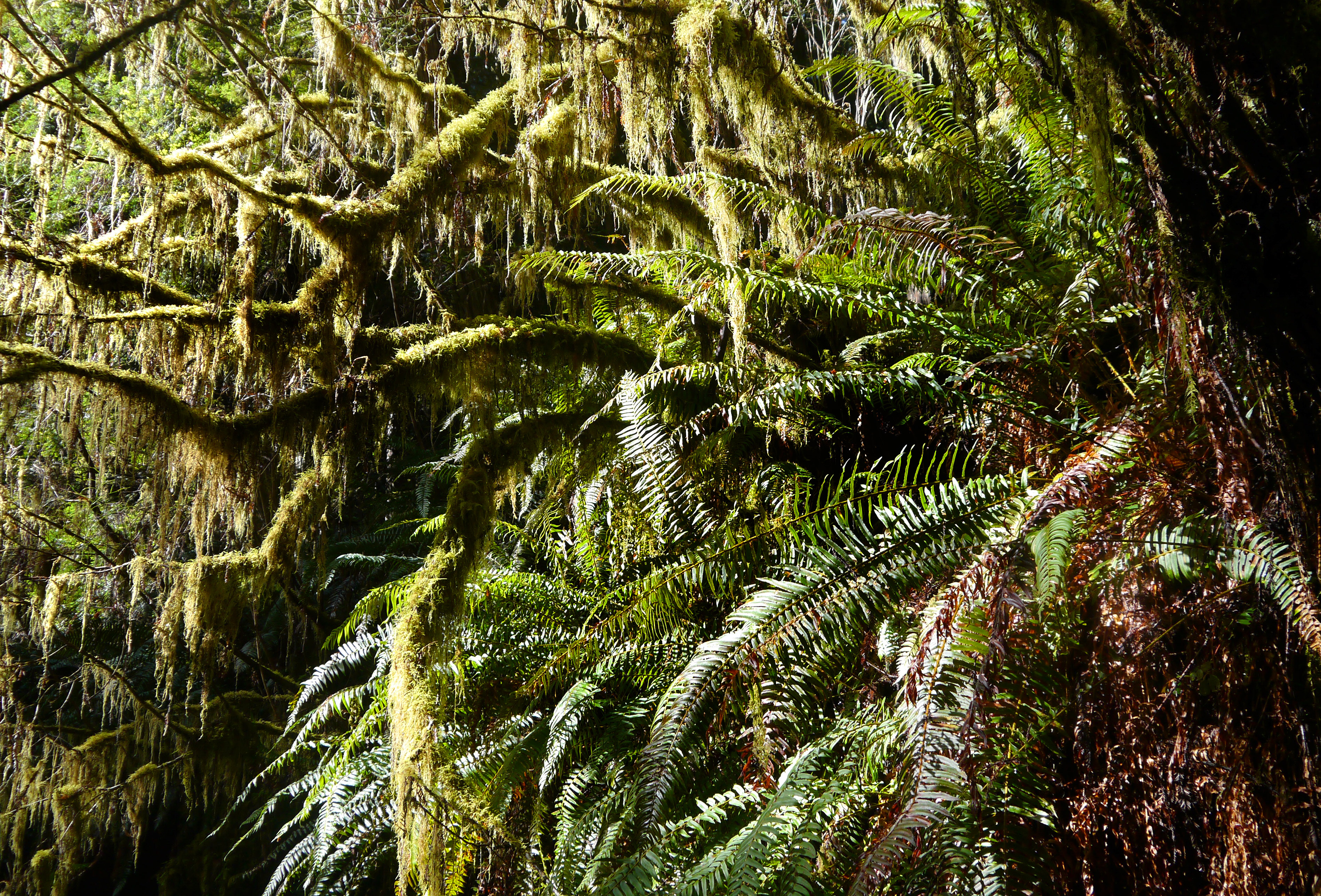
Le Parc national de Redwood, dans le nord de la Californie, présente une des dernières populations intactes de séquoias à feuilles d'if.
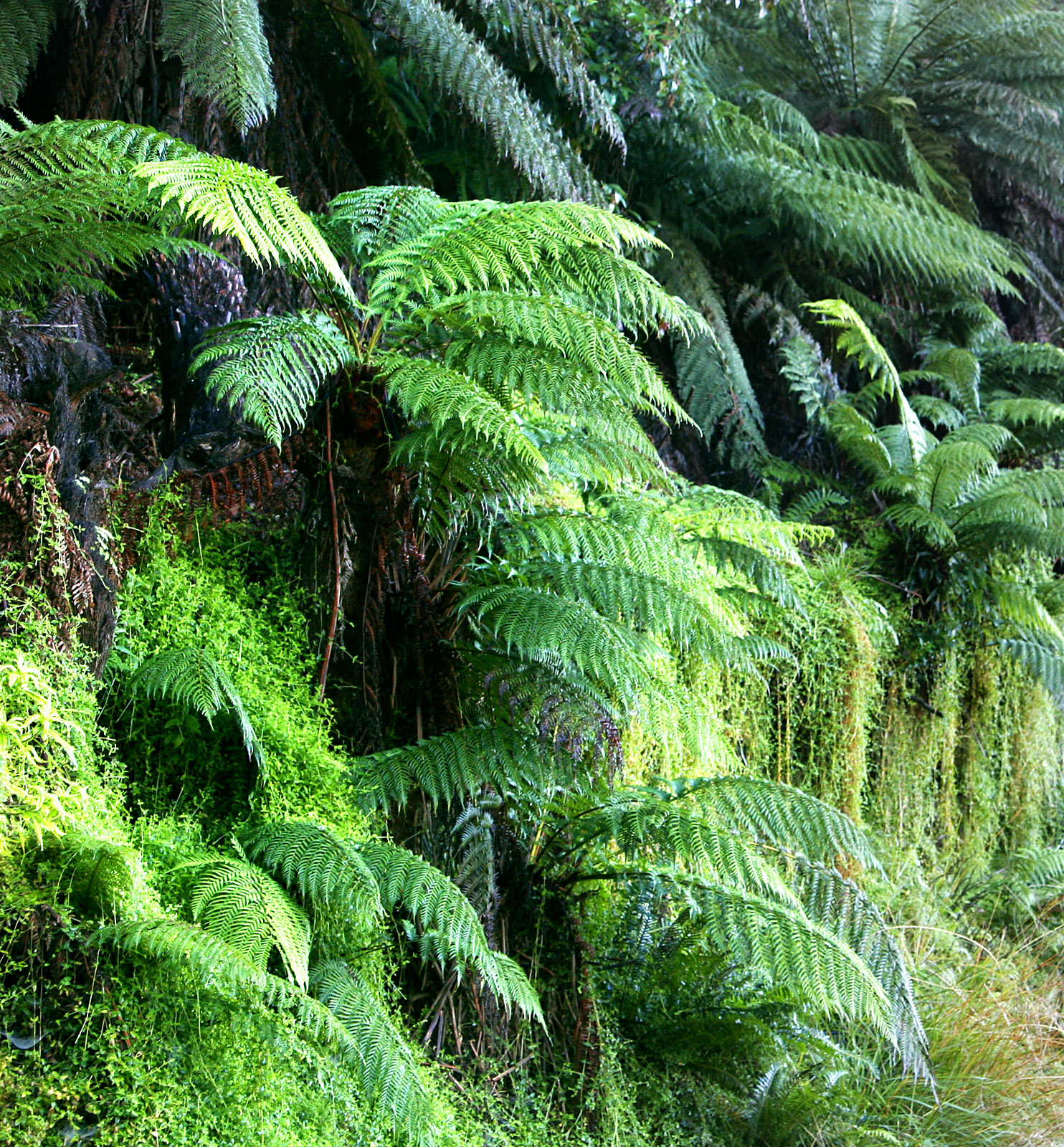
Les fougères arborescentes du genre Dicksonia, constituent un élément majeur des forêts pluviales du Fjordland, en Nouvelle-Zélande.
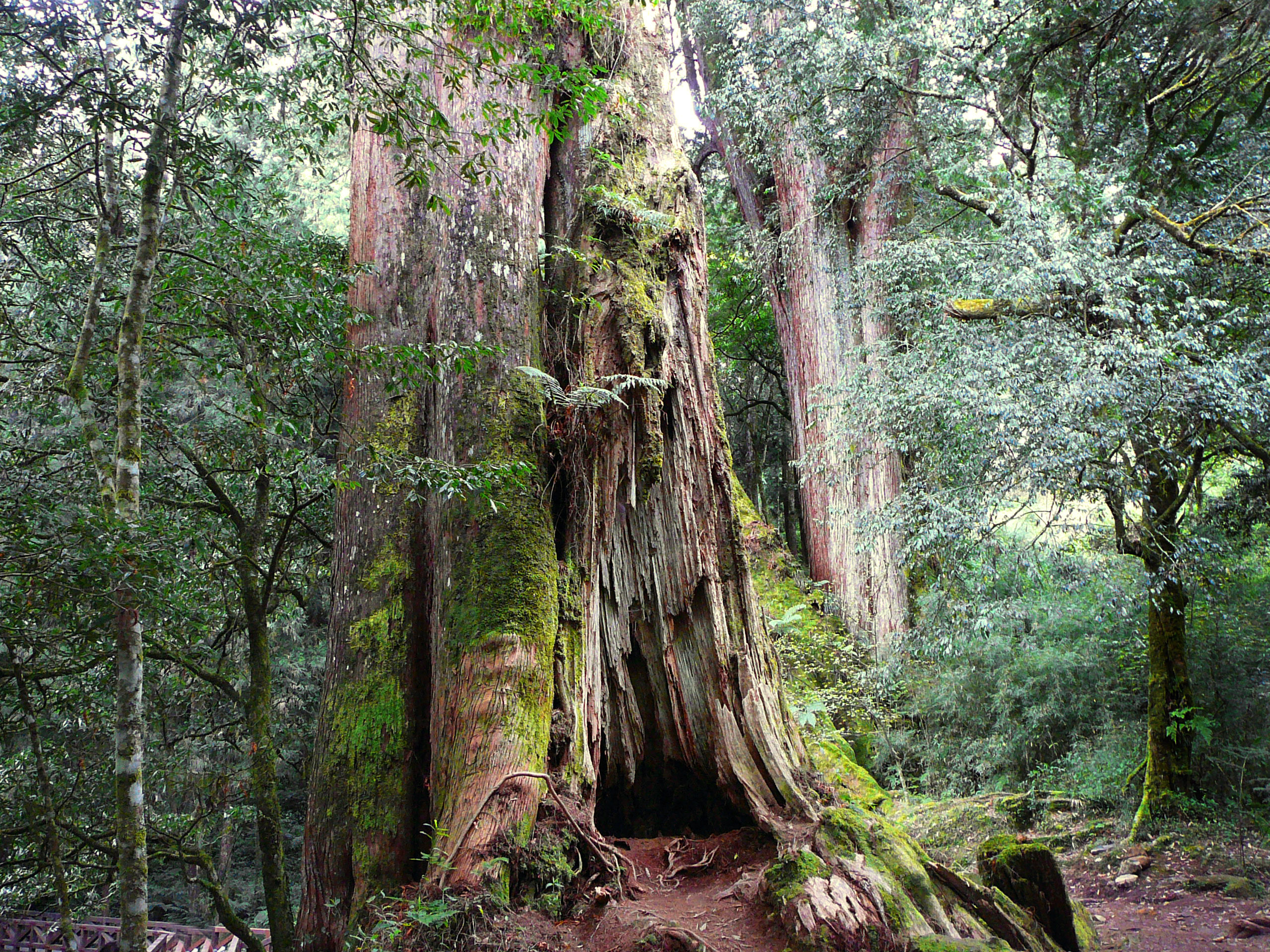
Un vieux spécimen de cyprès de Taïwan, dans la chaîne d'Alishan.